# Včelí dub (Nová Role)
Včelí dub je památný strom, kříženec dubu zimního a letního (Quercus petraea x robur). Roste v katastru města Nové Role vedle cyklostezky do Mezirolí v okrese Karlovy Vary v Karlovarském kraji, několik desítek metrů od zatopeného kaolínového lomu. Výška stromu dosahuje přibližně 23 metrů, obvod kmene měří 398 cm (měření 2021) ve výšce 1,3 metru nad zemí. Jeho stáří je odhadováno na 170 až 190 let. K vyhlášení jako památného stromu došlo v roce 2021. Strom se nachází poblíž včelnice a proto byl nazván Včelí dub.

## Stromy v okolí
- Mezirolská lípa
- Lípa u hřbitova (Nová Role)